# Feuersteinklippe

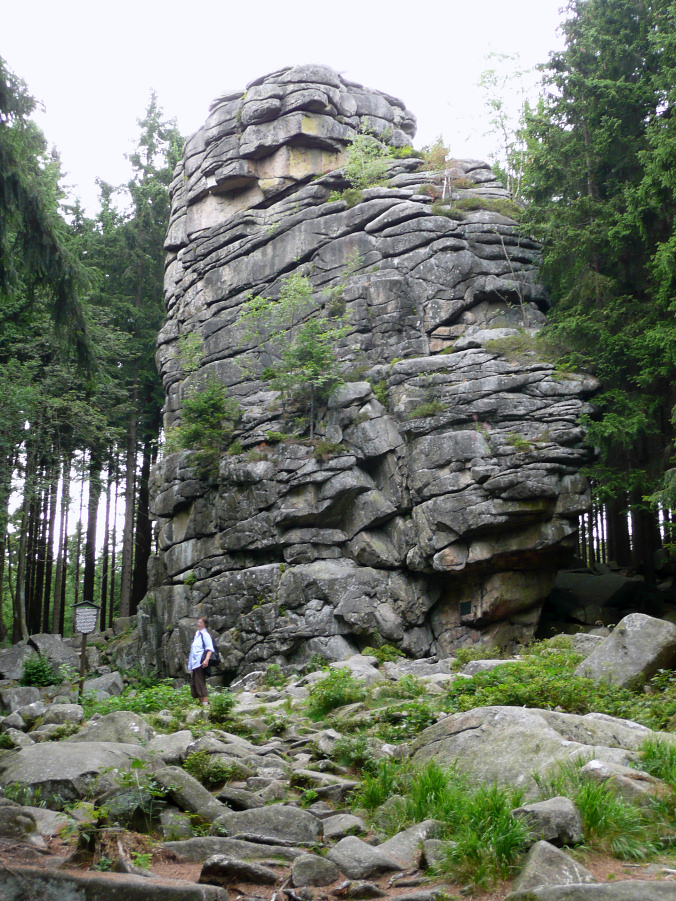
Feuersteinklippe

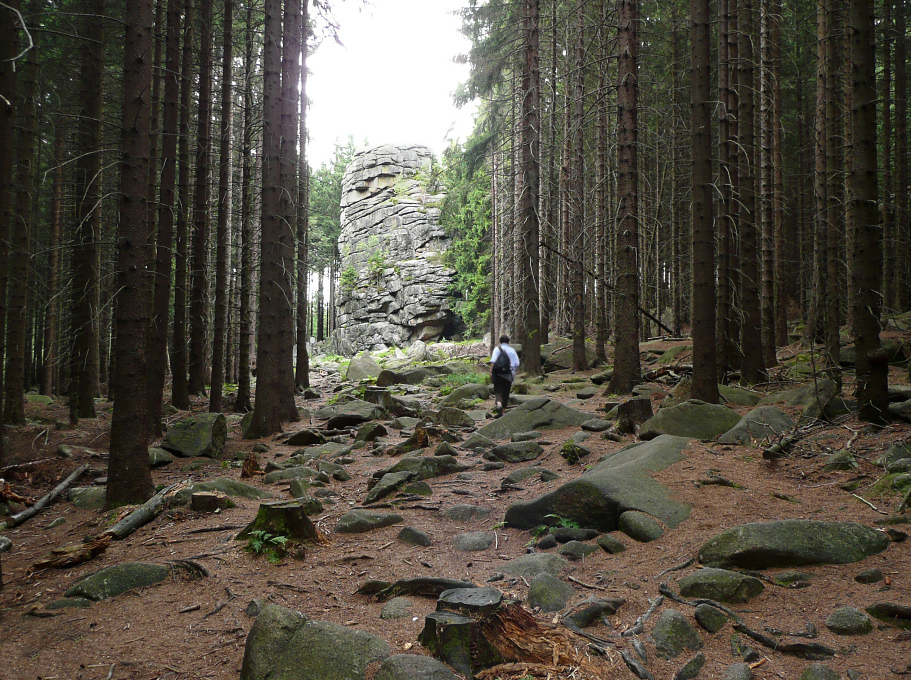
Waldlichtung zur Klippe

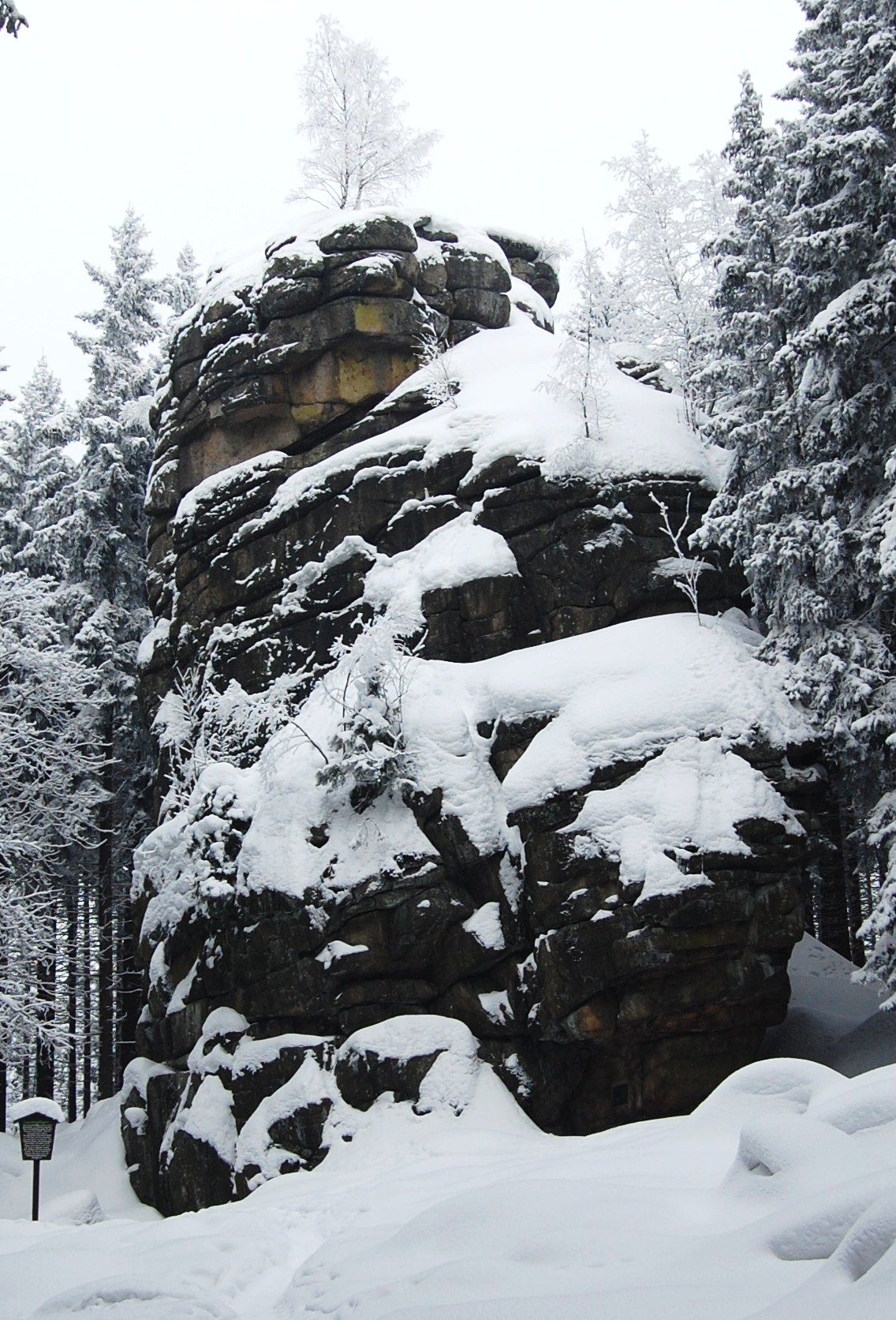
Klippe im Winter

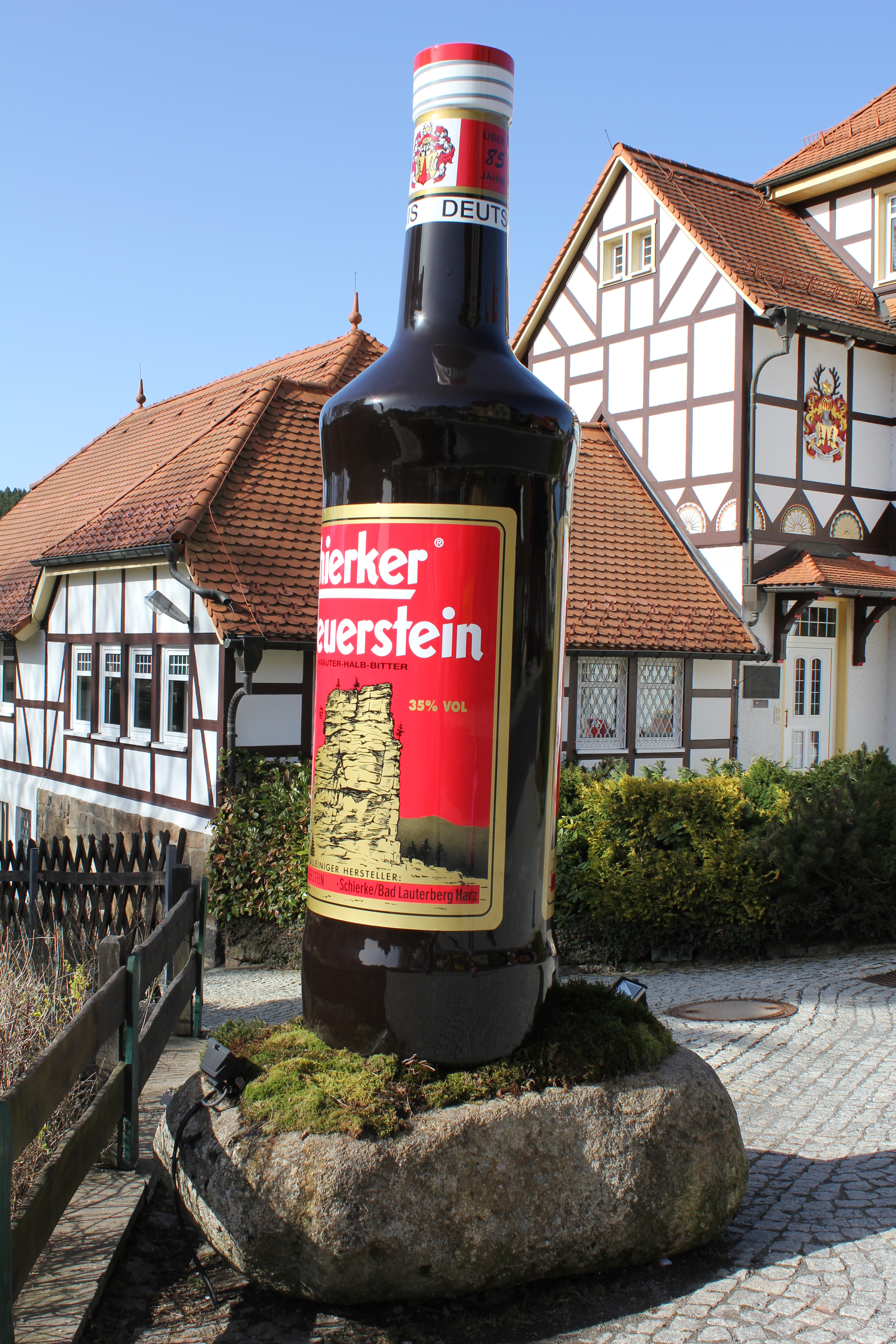
Überdimensionierter Werbeträger Schierker Feuerstein mit Abbildung der Feuersteinklippe

Die Feuersteinklippe, auch Feuersteinklippen oder Feuersteine genannt, ist eine Felsformation im Mittelgebirge Harz und ein Wahrzeichen der Ortschaft Schierke im sachsen-anhaltischen Landkreis Harz.

## Geographische Lage und Geologie
Die Feuersteinklippe befindet sich im Nationalpark Harz östlich oberhalb von Schierke, einem Ortsteil von Wernigerode, auf der Südflanke des Erdbeerkopfs (847,7 m ü. NHN). Unterschiedlichen Angaben zufolge liegt sie auf rund 690 m Höhe oder im Bereich der 710-m-Höhenlinie. Etwas nördlich des Bahnhofs Schierke gelegen war sie von Wald umgeben.
Die wuchtige Felsenformation ist, anders als der Name vermuten lässt, ein aus Granit bestehender Härtling. Sie weist ein für den Granit typisches orthogonales Kluftsystem und die charakteristische Wollsackverwitterung auf.

## Name
Der Name Feuersteinklippe ist vergleichbar mit dem Namen der südöstlich gelegenen Schierker Wiesen (früher Schierker Feuersteinwiesen genannt), die sich ebenfalls im Nationalpark Harz befinden. Oft wird die Namensherkunft „Feuer“ von dort möglicherweise entfachten kultischen Feuern bzw. Signalfeuern abgeleitet, doch das ist mit großer Wahrscheinlichkeit nur eine Legende. Walther Grosse schreibt in seiner „Geschichte der Stadt und Grafschaft Wernigerode in ihren Forst, Flur- und Straßennamen“ (Wernigerode 1929) zur Namensherkunft, dass der Granit dort sehr hart sei und mit dem Stahl Funken gebe. Trotzdem bleibt die Namensherkunft unklar.

## Sonstiges
Eine an der Feuersteinklippe angebrachte Tafel erinnert an den Besuch Goethes und des Malers Georg Melchior Kraus, die hier am 4. September 1784 zu geologischen Studien weilten. Nach der Klippe ist der in Schierke begründete Kräuterlikör Schierker Feuerstein benannt, auf dessen Flaschenetikett sie abgebildet ist.